# XVideos
XVideos és un lloc web d'allotjament de vídeos pornogràfics. El 2021 va ser un dels deu webs més populars a l'Internet, amb vora 3,5 bilions de visites mensuals.
XVideos es va posar en marxa el 2007, a França. Després de 2012 és propietat de WGCZ (WebGroup Czech Republic, s.a.), una empresa d'entreteniment per a adults amb seu a Praga, Txèquia. WGCZ també és l'administradora de la xarxa de Bang Bros i actualment són els amos de la revista Penthouse i Private Media Group. XNXX és un web germà de XVideos, amb una quantitat de visites mensuals i un contingut similars.